# Raad van Experts

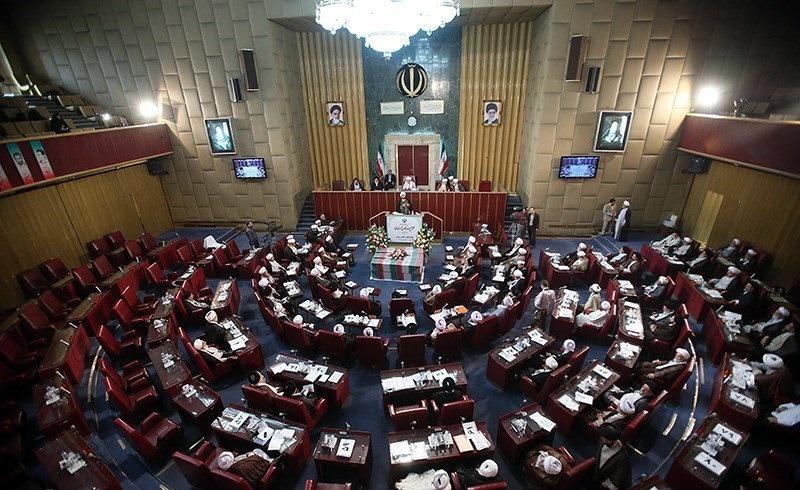
De raad van Experts in 2013

De Raad van Experts (Perzisch: مجلس خبرگان رهبری) is een overlegorgaan binnen de grondwet van de Islamitische Republiek Iran. Deze raad bestaat uit 86 islamitische geleerden die om de acht jaar door de bevolking gekozen worden. Alvorens iemand zich kandidaat kan stellen voor de verkiezingen, moet hij of zij goedgekeurd worden door de Raad van Hoeders. De raad heeft als taak het kiezen, afzetten en controleren van de hoogste leider van Iran, op dit moment Ali Khamenei.
De huidige raad is gekozen op 25 februari 2016. Van de 801 gegadigden werden slechts 161 als kandidaat toegelaten, waarbij alle zestien vrouwen afvielen. Ook een kleinzoon van ayatollah Khomeini werd afgewezen. Oud-president Rafsanjani werd in de raad herkozen, evenals de oerconservatieve voorzitter van de Raad van Hoeders ayatollah Ahmad Jannati. Ook president Hassan Rohani veroverde een plek in de Raad van Experts, die zich voorbereidt op de opvolging van de geestelijk leider Khamenei.